# Melittia hyaloxantha
Melittia hyaloxantha is een vlinder uit de familie wespvlinders (Sesiidae), onderfamilie Sesiinae.
Melittia hyaloxantha is voor het eerst wetenschappelijk beschreven door Meyrick in 1928. De soort komt voor in het Afrotropisch gebied.